# Алойное дерево
Ало́йное де́рево, Агаровое дерево, орли́ное де́рево, ра́йское де́рево, каламбак, уд (араб. عود‎) — ароматическая древесина деревьев рода Аквилария (Aquilaria), главным образом Aquilaria malaccensis (syn. Aquilaria agallocha), Aquilaria crassna и Aquilaria sinensis, принадлежащих к семейству Волчниковые (Thymelaeaceae). Твёрдая, смолистая, сухая на ощупь, легковоспламеняющаяся и при нагревании выделяющая летучие эфирные ароматические соединения со сладковатым древесным запахом с мягким цветочным и\или фруктовым оттенком. Здоровая древесина Аквиларии белого цвета, не имеет ароматических свойств и не представляет никакой ценности. Ценность имеют только поражённые грибком участки ствола, поскольку они со временем пропитываются смолистыми веществами и эфирными маслами и приобретают коричневые и черные оттенки с характерными чередующимися полосками. Такие участки и называют агаровым деревом..
В Восточной Азии считалось очень дорогим лекарственным материалом и весьма ценилось на Востоке (Индия, Китай, Юго-Восточная Азия, Ближний Восток) как курительное вещество, иногда до сих пор используемое в религиозных ритуалах. Употреблялось также в парфюмерии и в качестве сырья для создания бус, украшений, инкрустаций мебели. Первые упоминания о нём обнаружены в Библии, (Числа 24:6). В средневековых текстах Аквилария чаще всего известна под названием алоэ или алойное дерево, в то время как в настоящее время общеупотребимым термином является Агаровое дерево — для обозначения темной смолистой древесины Аквиларии, которая насыщена смолами и маслами Уда.

## История

Агаровое дерево содержащее смолы и эфирные масла уда, вид Aquilaria crassna

Документальные свидетельства использования агарового дерева восходит как минимум к ок. 1400 г. до н. э. и продолжалось на протяжении всей истории человечества, включая упоминания во многих основополагающих религиозных текстах (Махабхарата, Библия, Джатака и несколько Хадисов), трактатах, поэзии, фармакопеях, текстах по флоре и торговых текстах.
В Библии духовное значение агарового дерева было продемонстрировано, когда его использовали совместно с миррой при помазании Иисуса Христа после его распятия. Духовное значение агарового дерева в буддизме было также продемонстрировано, когда оно использовалось среди других благовоний при кремации Татхагаты (Гаутамы Будды). Агаровое дерево также трижды упоминается в Библии, как «алойные деревья, посаженные рукой Господа», а также как благовоние для интимной близости.
В арабской литературе агаровое дерево неоднократно упоминается как ценное благовоние и предмет роскоши в сборнике сказок «Тысяча и одна ночь». В исламских текстах агаровое дерево было важнейшим благовонием для возжиганий, для духовного очищения и как одна из наград в Раю. Агаровое дерево само по себе в чистом виде, а также агаровое дерево смешанное с камфарой, было любимым ароматом Пророка Мухаммада, о чём сообщается в нескольких Хадисах. Внук Пророка Мухаммада, Хусейн ибн Али, носил сикхаб-ожерелье, ароматные деревянные бусины которого были изготовлены, как указывается, из агарового дерева..
Упоминание агарового дерева во многих выдающихся религиозных текстах подтверждает его репутацию важного благовония самого высокого духовного статуса. Долгое историческое использование агарового дерева было связаны с культурами Ближнего Востока, Индии, Китая и Японии. Среди других ароматических веществ на растительной основе агаровое дерево всегда считалось одним из самых престижных благовоний, духов и лекарственных средств. Медицинское использование агарового дерева описано в греческой, римской, китайской, ближневосточной и европейской литературе. Нет ничего необычного в том, что агаровое дерево включено в длинные списки ценных предметов роскоши и подношений высокопоставленным людям или дани уважения другим народам. Популярность аромата агарового дерева была неизменной на протяжении всей истории человеческой культуры и по-прежнему пользуется высоким спросом сегодня в традиционных и современных благовониях и парфюмерии.
До начала XX века очень редко привозилось в Европу.
Алойное дерево (лат. Aquilaria agallocha) может изредка применяться в кулинарии. Так, Пола Вольферт в своей книге «Couscous and Other Good Food from Morocco» (1973) упоминает его как aga wood и называет в числе одного из многочисленных возможных ингредиентов в марокканской смеси специй, известной как рас-эль-ханут. В Марокко алойное дерево используется под арабским названием oud kameira.
Алойное дерево находит применение в Традиционной тибетской медицине, например, входит в состав известного травяного сбора Агар-35.

## Применение эфирного масла агарового дерева

Натуральное эфирное масло агарового дерева (уд) из Aquilaria crassna и пример использования щепок агарового дерева в аромалампе для ароматизации помещения

Эфирные масла Уд, содержащиеся в агаровой древесине, применяются в медицине, парфюмерии и косметологии. В настоящее время масло агарового дерева является самым дорогим в мире натуральным маслом и стоимость его может достигать от 10 до 200 тысяч долларов за килограмм.

### Традиционное применение и народная медицина
Агаровое дерево и масло уд, которое добывают из деревьев Аквиларии обладает очень сложным химическим составом, который обуславливает комплексные лечебные свойства эти самых дорогостоящих парфюмерных ингредиентов.
В воду для питья традиционно добавляли кусочки поражённой грибком древесины — агарового дерева, что меняло вкус любой воды на приятный. Агаровое дерево часто добавляется в пищу в качестве приправы или для профилактики инфекций ЖКТ. Как показали исследования, ароматные смолы и эфиры, которые вырабатывает агаровое дерево, обладают очень широким антибактериальными свойствами, в том числе по отношению к бактериям, вызывающим кишечные инфекции. Большой популярностью пользуется чай из высушенных листьев агарового дерева, который применяется в Камбодже, Таиланде и Вьетнаме для профилактики желудочно-кишечных расстройств, профилактики болезней сердца, диабета, воспалительных заболеваний и для улучшения работы печени. Исследования подтверждают профилактический эффект чая из агарового дерева и отсутствие токсичности.
Дымом агарового дерева окуривают больную часть тела, особенно суставы, так как считается что соединения, содержащиеся в дыме помогают при ревматизме и воспалительных процессах.
Aquilaria spp. (агаровое дерево) веками было частью аюрведической и традиционной китайской медицины. Агаровое дерево или oudh также использовался в качестве традиционной медицины в странах Юго-Восточной Азии, Бангладеш и Тибете. Его традиционное применение включает лечение болей в суставах, заболеваний, связанных с воспалительными процессами, и диареи, а также в качестве стимулирующего, седативного и кардио-защитного средства. В последние годы ученые интенсивно исследовали фармакологические свойства агарового дерева и уда. Установлены и изучаются такие свойства как противодиабетические, противоастматические, противоаллергические, противораковые, кардио-протекторные, антибактериальные, противовоспалительные, антидепрессант и антиоксидант..

### Химический состав эфирного масла агарового дерева
Состав масла агарового дерева чрезвычайно сложен, и в нём идентифицировано более 150 биомолекул, что и обуславливает необычную ароматику и лечебные свойства этого дерева. По крайней мере 70 из них являются терпеноидами в форме сесквитерпенов и хромонов. Другие общие классы соединений включают агарофураны, кадинаны, эудесманы, валенканы и эремофиланы, гваяны, презизаны, ветиспираны, эфирные ароматические соединения. Точный баланс этих соединений будет варьироваться в зависимости от возраста и породы дерева аквиларии, а также от точных деталей процесса добычи масла уда..

## Дерево под защитой закона и фальсификация (подделки)

Вид настоящего культивированного агарового дерева (щепки) вида Aquilaria crassna

Растущий мировой спрос на агаровое дерево в последние десятилетия можно частично объяснить ростом населения и благосостояния в нескольких странах-потребителях. Особенно высокий спрос в странах Персидского залива, Саудовской Аравии, Кувейте и Объединённых Арабских Эмиратах. Повышенный спрос стимулировал рост цен на все продукты из агарового дерева, что сделало их ещё более эксклюзивными. Это привело к взрывному увеличению фальсификации и имитации продуктов (эфирного масла уда и щеп агарового дерева). Для имитации щеп агарового дерева чаще всего используется дешёвая доступная древесина других пород деревьев. Иногда для имитации щеп агарового дерева применяется так называемое Агаллоховое дерево, которое ядовито. Поскольку щепы используются для возжиганий и окуривания дымом помещения, такая подделка из агаллохового дерева может привести к серьёзному отравлению и особенно слепоте.
В настоящее время происходит интенсивная и незаконная вырубка дикорастущих насаждений Аквиларии, которая рождает агаровое дерево и истощение важных природных ресурсов агаровой древесины.
Неконтролируемая вырубка Аквиларий привела к тому, что вид оказался под угрозой полного исчезновения. В настоящий момент несколько видов деревьев из рода Аквилария (Aquilaria agallocha, Aquilaria crassna, Aquilaria malaccensis) включены в приложение II CITES (Конвенции о международной торговле видами дикой фауны и флоры).
В связи с сокращением ресурсов агарового дерева Конвенция о международной торговле видами, находящимися под угрозой исчезновения (СИТЕС), включила все производящие виды агарового дерева (не только род Aquilaria) в Приложение II (СИТЕС, 2017). Видам, перечисленным в Приложении II, не обязательно угрожает полное вымирание, но если торговля ими не будет строго регулироваться, то это приведет к их полному вымиранию (CITES 2017).

### Культивация агарового дерева
Высокие цены на продукты из агарового дерева стимулировали деятельность по культивированию этого дерева и искусственному стимулированию образования уда в древесине Аквиларии. С 1950 годов проводились попытки выращивать драгоценную древесину на территории Индии, но в связи с отсутствием насекомых переносчиков заболевания, древесина не болела и не приносила ценной агаровой древесины. Считается, что культивация Аквиларии на плантациях создаст альтернативные источники агарового дерева и это повысит доступность продуктов из агарового дерева на рынке. В настоящее время культивация Аквиларии набирает обороты в Таиланде, Камбодже, Вьетнаме, Бирме и Китае. Однако требуется от нескольких до десятков лет для роста деревьев, заражения их и созревания агаровой древесины..